# Belcaïd Allal
Belcaïd Allal (in arabo بلقايد علال‎?; Marrakech, 25 dicembre 1939) è un ex cestista marocchino.

## Carriera
Con il Marocco ha disputato i Giochi olimpici di Città del Messico 1968.